# 모펫

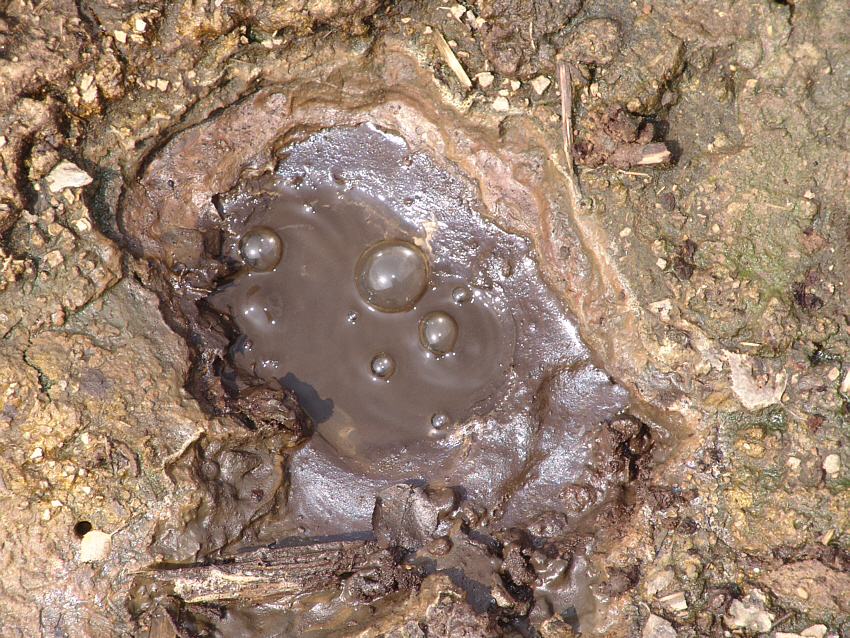
체코 수스의 모펫

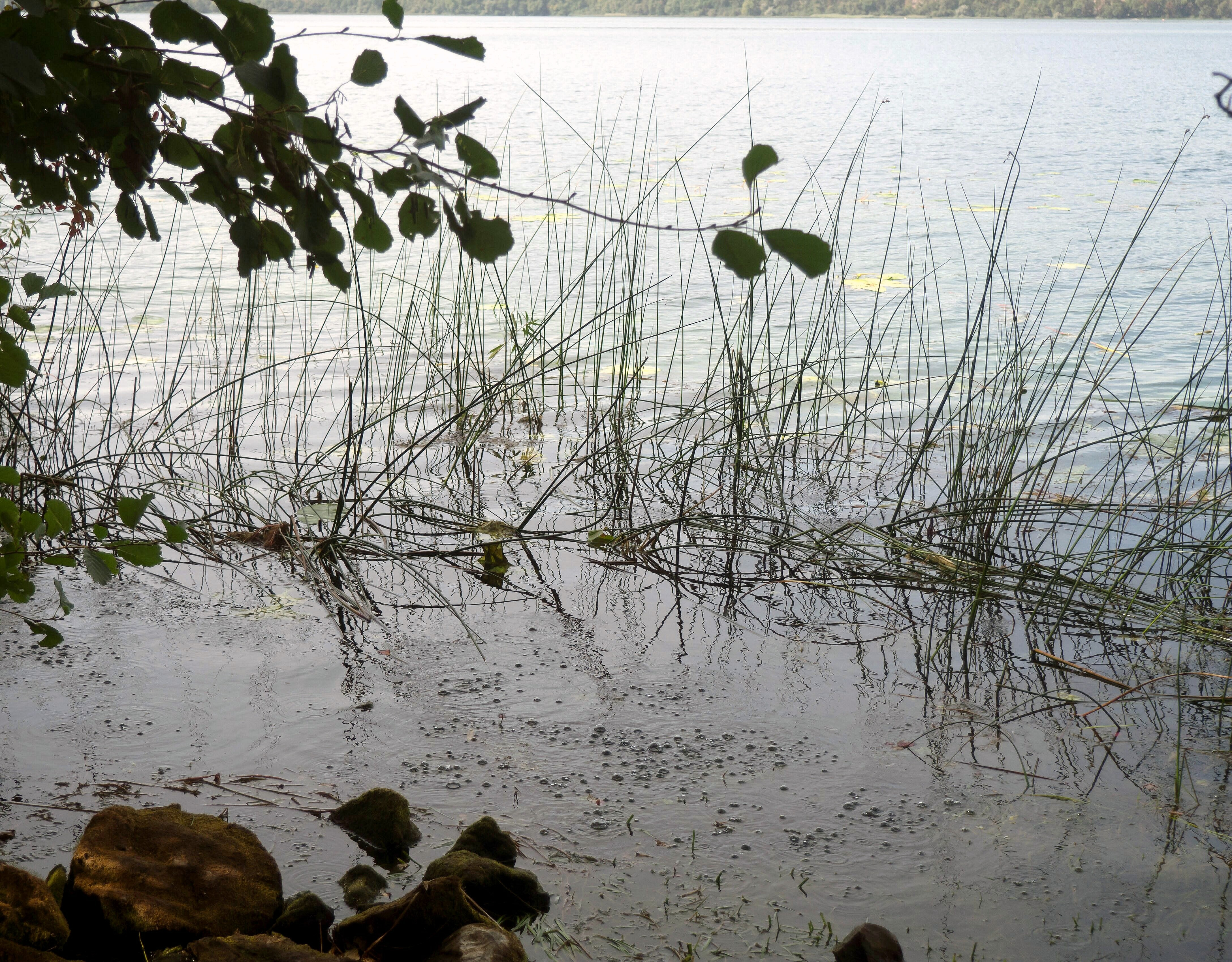
독일 Laacher See의 모펫

모펫(Mofetta)은 화산 지대에서 화산 활동이 거의 끝나갈때 분출되는 가스이다. 화산 가스의 일종으로, 대체로 물가에서 생긴다. 가스로 인해 물이 보글보글 올라온다. 다른 말인 모페타(Mofetta)는 이탈리아 말로 분기공을 뜻한다.

## 같이 보기
- 분기공 (화산학)